# Estela de Luz
La Estela de Luz (oficialmente Monumento al Bicentenario de la Independencia Nacional), es un monumento en la Ciudad de México construido entre 2010 y 2011 para conmemorar el bicentenario de la independencia de México y el centenario de la Revolución Mexicana. Fue el ganador de una convocatoria del gobierno federal mexicano para crear un monumento conmemorativo, originalmente propuesto como el Arco del Bicentenario. Se utiliza principalmente para eventos culturales. Debajo de ella, se construyó el complejo cultural Centro de Cultura Digital.
El monumento es conocido popularmente como la Suavicrema (una marca de galleta para helado) debido al parecido de su forma con dicha galleta.

## Descripción
La obra se encuentra sobre el Paseo de la Reforma, frente a la Puerta de los Leones, entrada principal a Chapultepec. El monumento consiste en una estela de 104 metros de altura y 6 metros de ancho, compuesta por un grupo de columnas de acero que sostienen dos cuerpos —uno mirando hacia el nororiente y el otro al surponiente— cada uno con seis filas de placas de cuarzo empotradas en marcos de aluminio. La estela está asentada en una plaza que desciende a un primer piso, en el cual se encuentra el acceso al Centro de Cultura Digital. 
Incluye luces led (light-emitting diodes, diodos emisores de luz) desarrolladas por la empresa alemana Osram, quien las diseñó especialmente para la estructura.

## Historia

### Convocatoria
El 26 de enero de 2009, el presidente Felipe Calderón Hinojosa anunció oficialmente la convocatoria para el concurso del anteproyecto de un monumento conmemorativo del Bicentenario de la Independencia de México. El evento se realizó en el Castillo de Chapultepec, con la presencia de representantes de los poderes legislativo y judicial, así como personalidades culturales.
La convocatoria no fue de carácter abierto, sino dirigida a un grupo selecto de arquitectos mexicanos. Estableció un proceso de selección con fechas específicas para registro, entrega de bases, presentación de proyectos y evaluación. En total, se presentaron 35 propuestas, identificadas con números sin revelar los nombres de sus autores.

### Jurado y fallo
El jurado estuvo compuesto por nueve especialistas en arquitectura y cultura. El 15 de abril de 2009, en una ceremonia en el Museo Rufino Tamayo, se dio a conocer el fallo:
- Primer lugar: César Pérez Becerril
- Segundo lugar: Isaac Broid Zajman
- Tercer lugar: Pedro Ramírez Vázquez
- Cuarto lugar: Javier Sánchez Corral

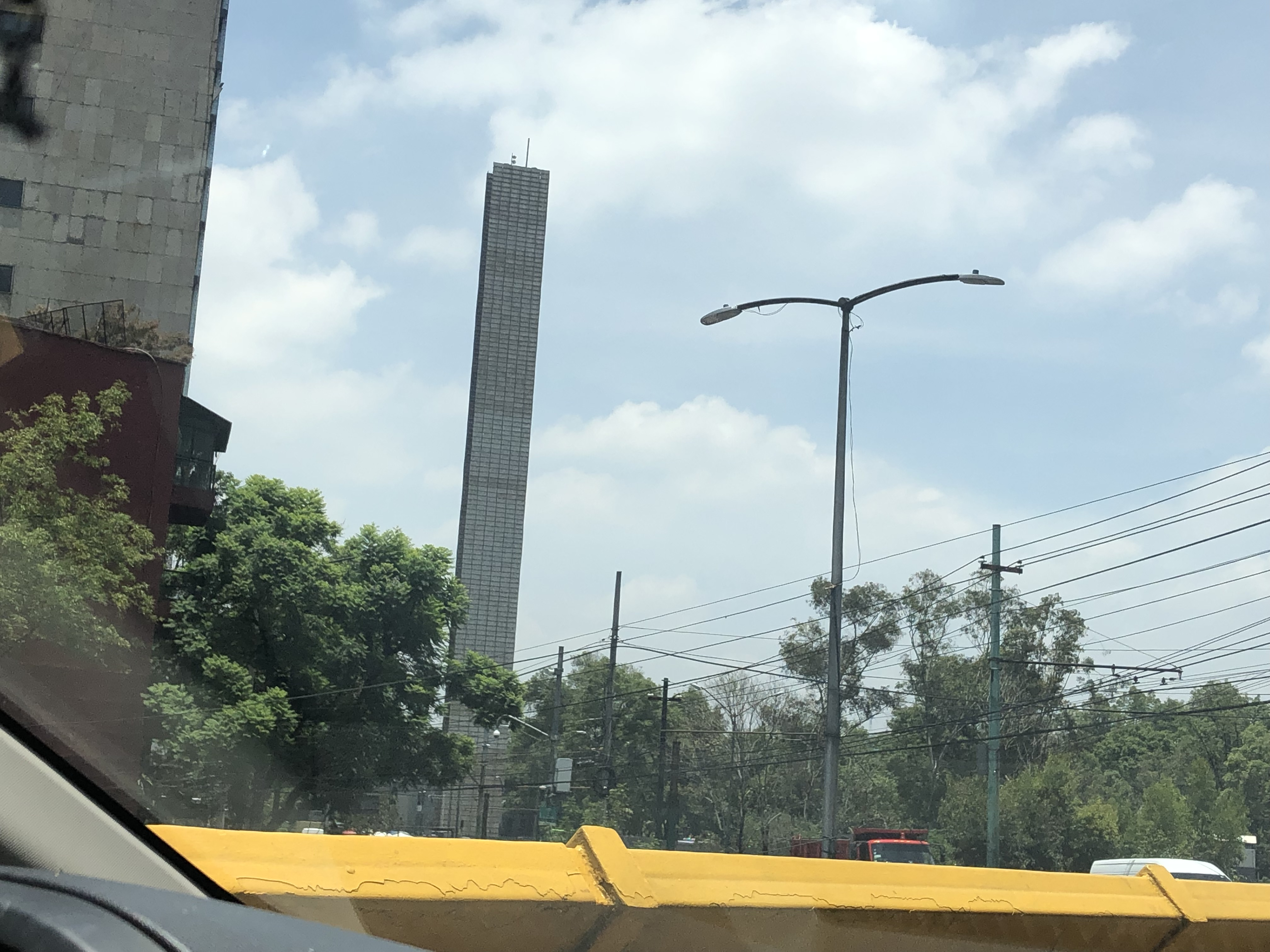
Estela de Luz vista desde el Circuito Interior

### Construcción y costos
El proyecto fue construido por Pablo Rodríguez Vázquez. El gobierno federal creó un fideicomiso para su desarrollo, inicialmente presupuestado en 393 millones de pesos, que finalmente ascendió a 1,304 millones de pesos. Este incremento significativo fue objeto de investigaciones por parte de diversas instancias gubernamentales.

### Inauguración
El 7 de enero de 2012 se inauguró la Estela de Luz en un acto que incluyó discursos oficiales, presentaciones artísticas y un espectáculo de fuegos artificiales. El 16 de septiembre de 2012 fue inaugurado en su parte inferior el Centro de Cultura Digital, un espacio para actividades artísticas.

## Nombre del monumento
En ningún lugar de la convocatoria se mencionó que se planeaba construir una Estela de Luz. El proyecto fue inicialmente conocido como Arco del Bicentenario o Arco Bicentenario. A partir del anuncio del proyecto ganador, el gobierno federal comenzó a referirse a la obra como Estela de Luz. Este nombre fue otorgado por Pérez Becerril al elemento vertical del proyecto original. Además de la estela, el proyecto incluía la instalación de una plaza cubierta, un espacio público con fuentes y jardines de 2,000 m². Esta área uniría el Altar a la Patria, la plaza de la Secretaría de Salud, la Torre Mayor y el Parque Ariel. También se contempló la construcción de una sala de exhibiciones bajo la Estela de Luz.

### Sobrenombres
Este monumento también ha recibido varios sobrenombres. En la Ciudad de México es común que la picardía local se burle de las obras con nombres presuntuosos o rimbombantes. Así, el monumento ha sido apodado Suavicrema Bicentenaria o la Gran Suavicrema, haciendo alusión a una galleta fabricada por la compañía galletera mexicana Marinela, entre otros sobrenombres.

## Críticas
La Estela de Luz fue objeto de críticas por su construcción tardía y por exceder los costos estimados en casi tres veces.
La inauguración del monumento conmemorativo se había previsto para el 15 de septiembre de 2010. Sin embargo, la obra no se concluyó hasta finales de diciembre de 2011, y fue finalmente inaugurado en enero de 2012, después de 15 meses de retraso y sin el proyecto original concluido. Al día siguiente se suscitaron protestas públicas en el sitio, por internet y en medios masivos de comunicación.
En 2011 se hicieron públicos malos manejos con el fondo destinado a la construcción del monumento administrado por la Secretaría de Educación Pública que encabezaba Alonso Lujambio. Por todos estos problemas, su costo, presupuestado inicialmente en 200 millones de pesos se disparó hasta alcanzar la cifra de 1,035.88 millones de pesos, lo cual subió otra vez a 1,110.57 millones de pesos, (aproximadamente 83 millones de dólares).  La Auditoría Superior de la Federación realizó 28 auditorías a distintas dependencias encontrando irregularidades consideradas graves como el retraso en la obra, falta de respeto al anteproyecto ganador, sobrecostos en materiales, entre otros. Por ello diversos funcionarios públicos y personal de las empresas constructoras han sido investigados y sancionados administrativa y penalmente.